# Châtel-Censoir
Châtel-Censoir – miejscowość i gmina we Francji, w regionie Burgundia-Franche-Comté, w departamencie Yonne.
Według danych na rok 1990 gminę zamieszkiwały 602 osoby, a gęstość zaludnienia wynosiła 24 osoby/km² (wśród 2044 gmin Burgundii Châtel-Censoir plasuje się na 389. miejscu pod względem liczby ludności, natomiast pod względem powierzchni na miejscu 285.).